# Lindberg (brillefirma)
Lindberg er et dansk firma, der designer, producerer og distribuerer luksusbriller og solbriller. Hovedsædet og produktionen ligger i Åbyhøj ved Aarhus. Selskabet blev købt af Kering i 2021.

## Historie
Lindberg blev grundlagt af parret Poul-Jørn og Hanne Lindberg i 1983.
 I 1986 samarbejdede selskabet med arkitekten Hans Dissing for at skabe et stel af titanium-wire, der for alvor igangsatte selskabet og vandt flere designpriser.
I 2000 gik Poul-Jørn og Hanne Lindberg på pension og overlod selskabet til deres børn.
I 2010 havde Lindberg 500 medarbejdere, solgte deres produkter i 90 lande, og havde en årlig indtægt på 70 mio. DKK. Lindberg-familiens formuer er estimeret til at være på omkring 700 mio. DKK. Ifølge Poul-Jørn Lindberg har både paven og dronning Margrethe 2. båret briller fra firmaet. I 2014 skiftede den franske præsident François Hollande til et let stel fra Lindberg.
I juli 2021 købte brille-divisionen af luksusfirmaet Kering (Kering Eyewear/Vedovotto) 100% af ejerskabet i Lindberg, og handlen blev godkendt i oktober samme år.